# Lepidoscia stenomochla
Lepidoscia stenomochla is een vlinder uit de familie van de zakjesdragers (Psychidae). De wetenschappelijke naam van deze soort is voor het eerst voorgesteld als Narycia stenomochla door Alfred Jefferis Turner in een publicatie uit 1926.
De soort komt voor in Australië (Queensland).